# Platja d'Aro
Platja d'Aro, antigament Platja d'Àreu, és una entitat de població del municipi baix-empordanès de Castell d'Aro, Platja d'Aro i s'Agaró, juntament amb Castell d'Aro i s'Agaró. Actualment Platja d'Aro és el nucli de població principal del municipi i hi ha la casa de la vila. El 2009 tenia 7331 habitants, un augment del 13,3 % en quatre anys, i el 2023 en tenia 8.803, però durant la temporada estival la població arriba a les 90.000 persones degut al gran turisme que té la zona.
La ciutat està situat en una zona molt turística que la podem anomenar com a l'Empordà Meridional, que conforma tots els municipis de costa del Baix Empordà, i de fet, el municipi està envoltat d'altres municipis turístics veïns que també formen part d'aquesta zona com Palamós, Begur, Sant Feliu de Guíxols, Calella de Palafrugell, Sant Antoni de Calonge, Pals... i molts més muncipis.
El petit veïnat de Fenals d'Aro, que només tenia 113 habitants a l'inici del segle xx, va desenvolupar-se durant el boom turístic dels anys 1960, i l'any 1962 va canviar el seu nom a l'actual de Platja d'Aro. Té uns 32 hotels, 1600 pisos, tres càmpings que «sovint han deformat el paisatge». La primera línia de mar té diversos edificis de gran altura (per exemple, una normativa de 1969 hi permetia construir fins a 58 metres d'alçada).
És un centre important de comerç i de lleure diürn i nocturn de la Costa Brava. El carnaval de Platja d'Aro, recuperat en 1978 i inspirat en els models centreeuropeus, és un referent a la Costa Brava gràcies amb les seves disfresses i una Gran Rua de Carrosses i Comparses.
El poble compta amb més de dos quilòmetres de platja i un conjunt de cales que complementen el seu paisatge.

## Llocs d'interès
- Vil·la romana de Pla de Palol
- Les platges
- El port esportiu a la desembocadura del Ridaura

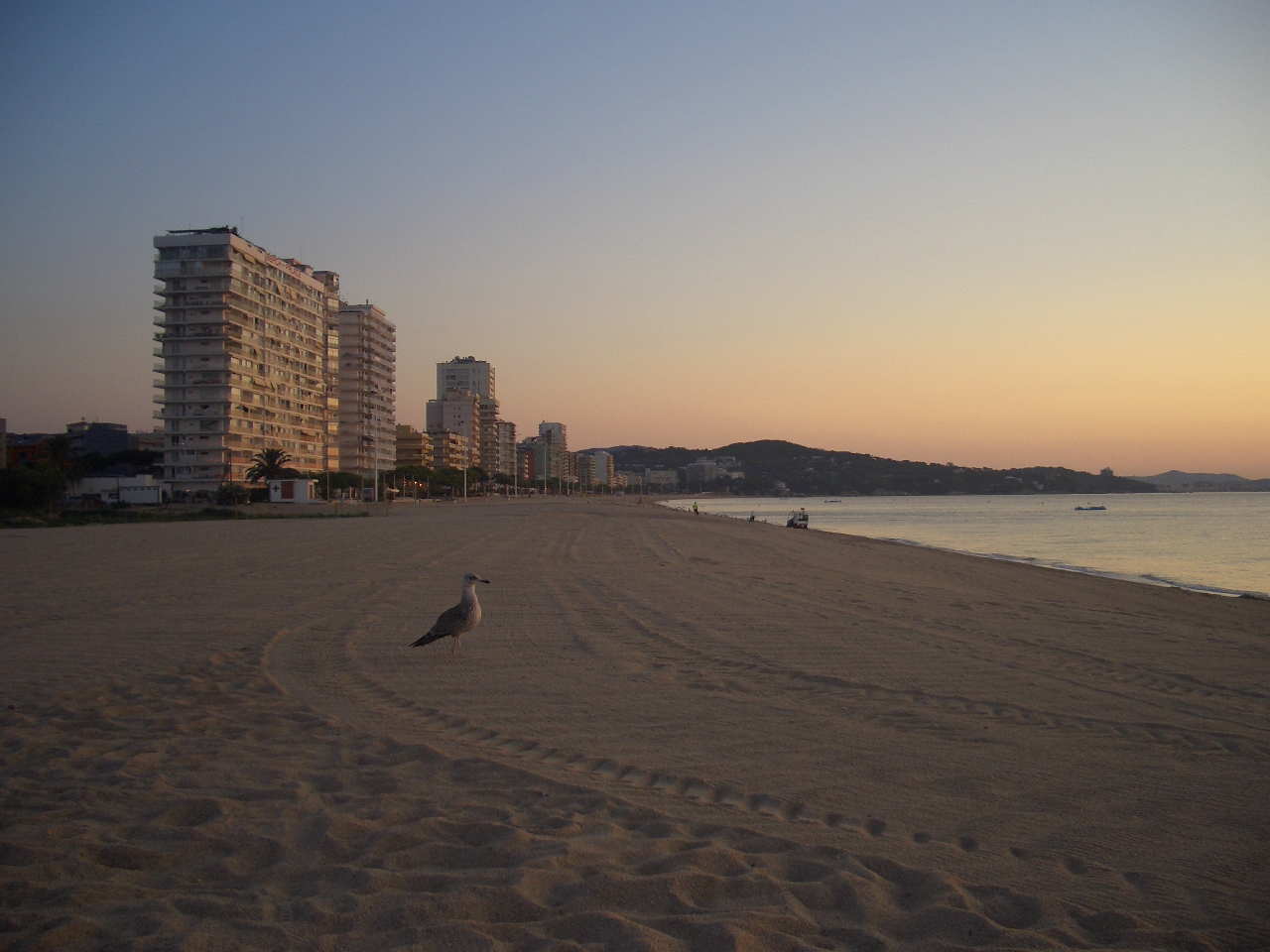
La platja
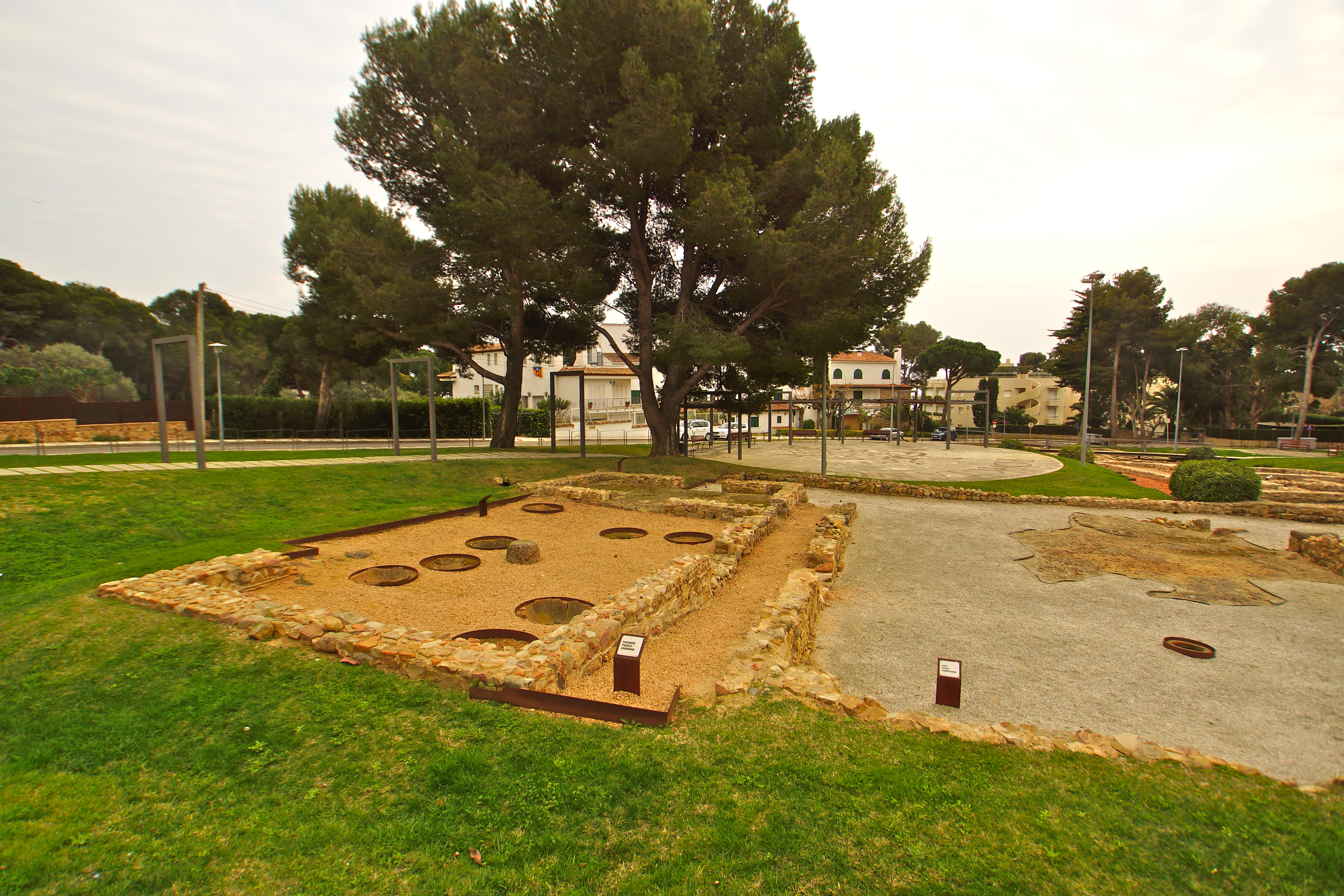
La vil·la romana
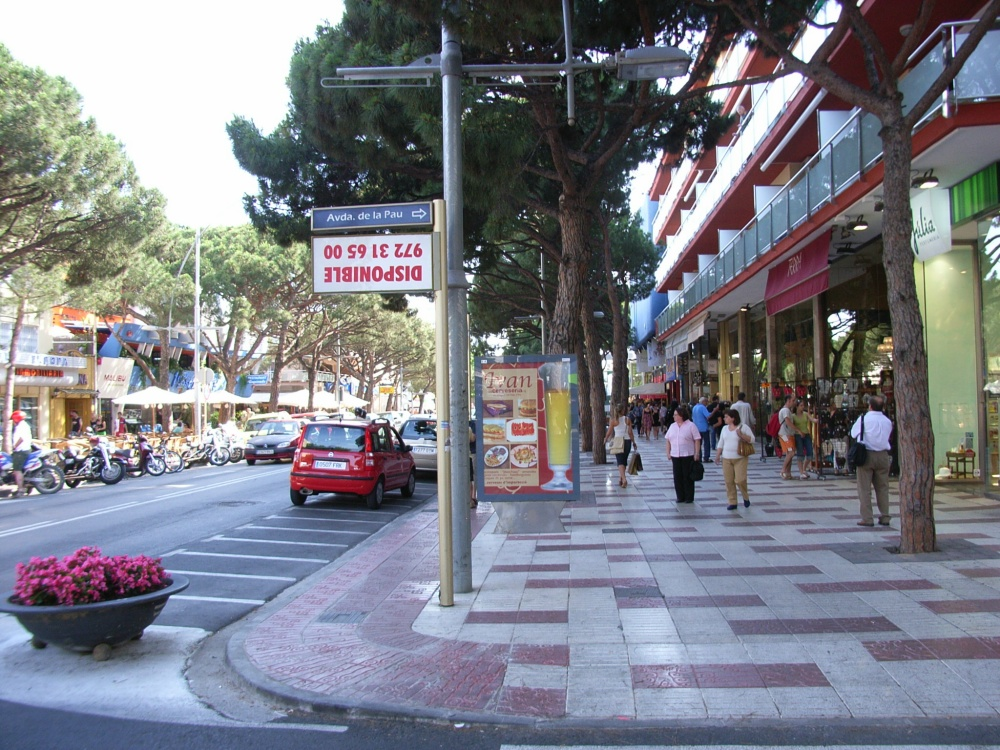
Carrer major